# Filipe II, Duque de Saboia
Filipe II (em francês: Philippe de Savoie; Chambéry, 5 de fevereiro de 1438 – Chambéry, 7 de novembro de 1497), apelidado de "o Sem Terra", foi o Duque de Saboia de 1496 até sua morte. Era o quarto filho homem do duque Luís e sua esposa Ana do Chipre. Ele tornou-se o duque após a morte de seu sobrinho-neto Carlos II.

## Biografia
Nasceu em Chambéry, o quarto dos dezoito filhos de Luís, Duque de Saboia e de Ana do Chipre. Filipe era irmão do duque Amadeu IX e tio de três duques antecessores: Felisberto I, Carlos I e Carlos II, o filho de seis anos de Carlos I, a quem Filipe sucedeu inesperadamente. Sendo apenas um príncipe menor, por muito tempo, Filipe teve um papel pequeno nos assuntos internos de Saboia. Foi apenas em 1460 que ele recebeu um apanágio, o condado de Bresse. 
Contudo, Filipe ambicionava a soberania de Saboia, mas seus esforços, tanto numerosos quanto violentos (assassinatos de oficiais, sequestros de duques jovens), mostravam-se infrutíferos. Sua ambição começou a incomodar ainda na gestão de seu pai, mas foi detido por Luís XI de França, que, a pedido do duque de Saboia, o prendeu no castelo de Loches em 1464. Filipe também perdeu o condado de Bresse. A partir de então, ficou conhecido como "o Sem-Terra".
Libertado em 1466, aliou-se a Carlos, Duque da Borgonha, contra o rei da França. Isto explica sua elevação, em 24 de junho de 1468, a cavaleiro da Ordem do Tosão de Ouro e sua presença ao lado do duque borgonhês em Péronne na conferência com Luís XI. A partir de então, até à morte de Carlos, Filipe se conduziu entre alianças com a França (em 1472, ele casou com Margarida de Bourbon) e a Borgonha. A ascensão de Carlos VIII ao trono, em 1483, porém, reforçou seus laços com a França. Desde então, Filipe tornou-se um dos mais próximos e mais devotados conselheiros reais, tomando parte na conquista de Nápoles. Para reforçar a aliança, casou com Claudina de Brosse, pretendente ao ducado da Bretanha, em 1485 (a primeira esposa de Filipe, Margarida, havia morrido havia dois anos).
Apenas quinze meses antes de sua morte, suas velhas ambições em Saboia foram alcançadas; em abril de 1496, ele sucedeu seu sobrinho-neto Carlos II como duque de Saboia. Na época em que Filipe sucedeu Carlos como chefe da dinastia de Saboia, ele também teria recebido os títulos dos reinos de Chipre, Jerusalém e Armênia. Contudo, Filipe não era o herdeiro universal do falecido Carlos, mas apenas o herdeiro varão. Jerusalém, Chipre e outros reclames e possessões poderiam ir para um herdeiro diferente, e eles foram de início, para as filhas de seu irmão Amadeu IX. Entretanto, Filipe não estava pronto para desistir deles, e ele os trouxe para si, reclamando-os.

## Casamentos e posteridade
Em 6 de abril de 1472, ele casou com Margarida de Bourbon (n. 5 de fevereiro de 1438), filha de Carlos I, Duque de Bourbon, com quem teve dois filhos:
- Luísa (n. 11 de setembro de 1476), casada com Carlos, Conde de Angoulême, e a mãe de Francisco I de França;
- Felisberto (n. 10 de abril de 1480), que o sucedeu como Duque de Saboia, mas não deixou descendentes.

Margarida faleceu em 24 de abril de 1483.
Filipe se casou novamente, em 11 de novembro de 1485, com Claudina de Brosse, filha de João II de Brosse, com quem teve seis filhos:
- Carlos (n. 10 de outubro de 1486), futuro Duque de Saboia;
- Luís (n. 1488);
- Filipe (n. 1490), Duque de Nemours;
- Absalão (n. 1494);
- João Amadeu (n. 1495);
- Felisberta (n. 1498), casada com Juliano II de Médici, filho de Lourenço de Médici.